# Vinicius Lummertz
Vinicius Lummertz (Rio do Sul, 1960) é um político brasileiro e ex-ministro do Turismo do Brasil.

## Biografia
Vinicius Lummertz é Ex-ministro do Turismo do Brasil.
É formado na Universidade Americana de Paris em Ciências Políticas, fez cursos de alta gestão na Kennedy School da Harvard University e no IMD de Lausanne (Suíça) e concluiu seu A-Levels em Política, Governo e Economia no D’Overbroeck’s College em Oxford.
Atualmente preside o Conselho de Administração do Grupo Wish e é sócio proprietário da LG17 Consultoria.
Foi Secretário Estadual de Turismo e Viagens na gestão do Governo do Estado de São Paulo de janeiro de 2019 a dezembro de 2022.
Foi Ministro do Turismo da gestão do Presidente Michel Temer, Presidente da Embratur de 2015 a 2018 e Secretário Nacional de Políticas de Turismo do Ministério do Turismo de setembro de 2012 a maio de 2015.
Foi Secretário de Planejamento, Orçamento e Gestão na gestão do Governador Luis Henrique da Silveira em Santa Catarina, ocupando também o cargo de Secretário de Articulação Internacional.
Foi o criador e presidente da Empresa Estadual de PPPs e Concessões de Santa Catarina, diretor técnico do Sebrae Nacional no Governo do Presidente Fernando Henrique Cardoso.
         É atualmente o primeiro senior fellow brasileiro do Milken Institute, um think-tank global de Los Angeles, Califórnia. É membro fundador da Aliança dos Municípios Turísticos da Rota da Seda sediado em Pequim e Head de Turismo do Lide Emirates.
Como escritor, ele contribuiu para vários jornais ao longo dos anos, incluindo o HuffPost em Washington. Ele é autor de livros como "Complexo Brazil, o difícil é fazer" e "Brasil, Potência Mundial do Turismo".